# Вали Мухамад хан
Вали Мухамад Хан или Вали Мохамед хан е лидер на Аштарханидската (Джанидската) династия, който управлявал Бухарското ханство между 1605 и 1611.
Възкачва се на трона след смъртта на брат си, Боки Мохамед, но на пътя му застава Имам Коли хан. Вали Мохамед хан не бил много популярен сред населението, докато противникът му иал стабилна подкрепа сред народните маси, особено сред търговците и земевладелците. След като чува за добре организиран заговор за убийството му, той отива да търси подкрепа в двора на персийския шах Абас I Велики. Абас му дава армия, с която да си върне властта, но опитът не успява и Вали Мухамад хан загива. Наследен е от Имам Коли хан.